# David Smoljak
David Smoljak (* 8. února 1959 Praha) je český scenárista, dramaturg, publicista a politik, od roku 2019 senátor za obvod č. 24 – Praha 9, od roku 2014 zastupitel a v letech 2018 až 2022 radní městské části Praha-Vinoř, člen hnutí STAN.

## Osobní život a profesní kariéra
Dětství prožil v Brandýse nad Labem, od roku 1970 žije v Praze. Jeho otcem byl režisér, scenárista a herec Ladislav Smoljak. Po absolvování gymnázia Karla Sladkovského na Praze 3 vystudoval v roce 1984 pražskou FAMU, obor Scenáristika a Dramaturgie.
Do roku 1990 pracoval jako televizní asistent a dramaturg zábavných pořadů. Od roku 1990 pracuje v různých denících a týdenících. Mezi lety 1992 a 1993 se živil jako redaktor, komentátor a vedoucí kultury v týdeníku Reflex. Od založení TV Nova v roce 1993 zde pracoval jako dramaturg publicistiky, v roce 1996 přešel na pozici dramaturga a šéfredaktora zábavy do TV Prima. Od roku 1997 se živí psaním scénářů pro televizi a jako externí politický komentátor. Krátce po přelomu století odešel „na volnou nohu“, věnoval se publicistice i psaní scénářů, podílel se například na dokumentárním cyklu Hudební toulky s Ladislavem Smoljakem.

## Politické působení
David Smoljak je spoluzakladatelem spolku „Sdružení pro Vinoř“, který vznikl v roce 2010 a za který neúspěšně kandidoval v komunálních volbách v roce 2010 do Zastupitelstva městské části Praha-Vinoř. V roce 2014 založil spolu s Hanou Marvanovou a dalšími platformu Svobodu médiím!, která usiluje o udržení nezávislosti médií veřejné služby.
V komunálních volbách v roce 2014 byl jako nestraník za hnutí STAN zvolen zastupitelem městské části Praha-Vinoř, když kandidoval za subjekt „Sdružení pro Vinoř“. Stal se také předsedou Výboru pro strategický rozvoj a výstavbu.
Ve volbách do Poslanecké sněmovny PČR v roce 2017 kandidoval jako nestraník za hnutí STAN na 18. místě kandidátky v Praze, ale neuspěl. V komunálních volbách v roce 2018 kandidoval jako nestraník za hnutí STAN do Zastupitelstva hlavního města Prahy na 23. místě kandidátky subjektu TOP 09 a Starostové (STAN) ve spolupráci s KDU-ČSL, LES a Demokraty Jana Kasla – „Spojené síly pro Prahu“, ale opět neuspěl.
Nicméně v komunálních volbách v roce 2018 obhájil post zastupitele městské části Praha-Vinoř, když opět kandidoval jako nestraník za hnutí STAN na kandidátce subjektu „SDRUŽENÍ PRO VINOŘ“. Získal nejvyšší počet preferenčních hlasů ze všech kandidátů a stal se radním pro územní rozvoj a životní prostředí.
V březnu roku 2018 vyhlásil petiční akci na obranu médií veřejné služby, kterou podepsalo přes 16 tisíc signatářů. Petici pak čekalo projednání v Senátu PČR.
Na půdě Evropského parlamentu vystoupil na téma „Pro-Russian trolls as a security threat“ s příspěvkem, ve kterém varoval před snahou politiků využívat média jako nástroj upevňování vlastní moci.
V doplňovacích volbách do Senátu PČR v dubnu 2019 kandidoval v obvodu č. 24 – Praha 9 jako nestraník za hnutí STAN. Se ziskem 23,53 % hlasů postoupil spolu s kandidátem ODS a KDU-ČSL Janem Jarolímem do kola druhého, které vyhrál se ziskem 59,50 % hlasů.
Ve volbách do Senátu PČR v roce 2020 obhajoval již jako člen hnutí STAN v obvodu č. 24 – Praha 9 mandát senátora. Kandidoval také s podporou TOP 09 a Pirátů, přičemž jedním z jeho protikandidátů byl jeho bratr Filip Smoljak. V prvním kole získal D. Smoljak 42,87 % hlasů, a postoupil tak z 1. místa do druhého kola. V něm porazil kandidáta KDU-ČSL a ODS Eduarda Stehlíka poměrem hlasů 54,85 % : 45,14 %, a zůstal tak senátorem.
V Senátu je členem Senátorského klubu Starostové a nezávislí, Stálé delegace Parlamentu České republiky do Parlamentního shromáždění Rady Evropy, Výboru pro záležitosti Evropské unie, je rovněž předsedou Stálé komise Senátu pro sdělovací prostředky.
V komunálních volbách v roce 2022 kandidoval do zastupitelstva Prahy-Vinoř z 5. místa kandidátky subjektu „SDRUŽENÍ PRO VINOŘ“ (tj. STAN a nezávislí kandidáti). Mandát zastupitele městské části obhájil. Radním však již zvolen nebyl. V roce 2022 rovněž kandidoval do Zastupitelstva hlavního města Prahy, a to z 39. místa kandidátky hnutí STAN, ale neuspěl.